# Kunimitsu Takahashi
Kunimitsu Takahashi (Shinjitai: 高橋 国光, Takahashi Kunimitsu, Tóquio, 29 de janeiro de 1940 – 16 de janeiro de 2022) foi um ex-motociclista e automobilista do Japão, que também é considerado o "pai do drifting". Ele foi o presidente do GT-Association, os organizadores da Super GT series, que teve o cargo entre 1993-2007.

## Motociclismo
Em 1961, Takahashi se tornou o primeiro piloto japonês a vencer um Grande Prêmio montando uma Honda 250cc à vitória em Hockenheim. Seus melhores acabamentos foram um quarto lugar em 1961 no campeonato mundial de 250 e um quarto lugar no campeonato mundial de 1962 de 125, nas duas vezes em uma Honda. Ele ficou gravemente ferido na 1962 Isle of Man TT e passou a competir de carro em 1965, após vencer quatro GPs em sua carreira de motociclismo.

## Na Fórmula 1
Ele participou de uma corrida de Fórmula 1, o GP do Japão em 23 de outubro de 1977, dirigindo um Tyrrell. Esse foi na verdade o mesmo carro que Kazuyoshi Hoshino utilizou no Grande Prêmio do Japão de 1976. Takahashi terminou em 9 º na corrida, depois acabou saindo da Fórmula 1, portanto, ele não marcou pontos no campeonato.

## Fórmula 1[2]
(legenda) 
|      |                      |     |                      |     |     |     |     |     |     |     |     |     |     |     |     |     |     |     |     |     |   |          |  |  |
|      |                      |     |                      | ARG | BRA | RSA | USW | ESP | MON | BEL | SWE | FRA | GBR | GER | AUT | NED | ITA | USA | CAN | JPN |   |          |  |  |
| 1977 | Meiritsu Racing Team | 007 | Ford Cosworth DFV V8 |     |     |     |     |     |     |     |     |     |     |     |     |     |     |     |     | 9 D | 0 | NC (32º) |  |  |

### Resultados das 24 Horas de Le Mans[3]
| Ano  | Equipe                | Nº | Co-Pilotos                        | Chassi                             | Pneus | Classe | Voltas | Posição | Posição Na Categoria |
| Ano  | Equipe                | Nº | Co-Pilotos                        | Motor                              | Pneus | Classe | Voltas | Posição | Posição Na Categoria |
| ---- | --------------------- | -- | --------------------------------- | ---------------------------------- | ----- | ------ | ------ | ------- | -------------------- |
| 1986 | Porsche Kremer Racing | 10 | Jo Gartner Sarel van der Merwe    | Porsche 962C                       | Y     | C1     | 169    | DNF     | DNF                  |
| 1986 | Porsche Kremer Racing | 10 | Jo Gartner Sarel van der Merwe    | Porsche Type-935 2.6L Turbo Flat-6 | Y     | C1     | 169    | DNF     | DNF                  |
| 1987 | Porsche Kremer Racing | 10 | Kris Nissen Volker Weidler        | Porsche 962C                       | Y     | C1     | 6      | DNF     | DNF                  |
| 1987 | Porsche Kremer Racing | 10 | Kris Nissen Volker Weidler        | Porsche Type-935 2.8L Turbo Flat-6 | Y     | C1     | 6      | DNF     | DNF                  |
| 1988 | Kenwood Kremer Racing | 10 | Hideki Okada Bruno Giacomelli     | Porsche 962CK6                     | Y     | C1     | 370    | 9º      | 9º                   |
| 1988 | Kenwood Kremer Racing | 10 | Hideki Okada Bruno Giacomelli     | Porsche Type-935 2.8L Turbo Flat-6 | Y     | C1     | 370    | 9º      | 9º                   |
| 1989 | Porsche Kremer Racing | 10 | Bruno Giacomelli Giovanni Lavaggi | Porsche 962C                       | Y     | C1     | 303    | DNF     | DNF                  |
| 1989 | Porsche Kremer Racing | 10 | Bruno Giacomelli Giovanni Lavaggi | Porsche Type-935 3.0L Turbo Flat-6 | Y     | C1     | 303    | DNF     | DNF                  |
| 1990 | Porsche Kremer Racing | 10 | Sarel van der Merwe Hideki Okada  | Porsche 962CK6                     | Y     | C1     | 279    | 24º     | 21º                  |
| 1990 | Porsche Kremer Racing | 10 | Sarel van der Merwe Hideki Okada  | Porsche Type-935 3.0L Turbo Flat-6 | Y     | C1     | 279    | 24º     | 21º                  |
| 1994 | Kremer Honda Racing   | 47 | Keiichi Tsuchiya Akira Iida       | Honda NSX                          | Y     | GT2    | 222    | 18º     | 9º                   |
| 1994 | Kremer Honda Racing   | 47 | Keiichi Tsuchiya Akira Iida       | Honda 3.0L V6                      | Y     | GT2    | 222    | 18º     | 9º                   |
| 1995 | Team Kunimitsu Honda  | 84 | Keiichi Tsuchiya Akira Iida       | Honda NSX                          | Y     | GT2    | 275    | 8º      | 1º                   |
| 1995 | Team Kunimitsu Honda  | 84 | Keiichi Tsuchiya Akira Iida       | Honda 3.0L V6                      | Y     | GT2    | 275    | 8º      | 1º                   |
| 1996 | Team Kunimitsu Honda  | 75 | Keiichi Tsuchiya Akira Iida       | Honda NSX                          | Y     | GT2    | 305    | 16º     | 3º                   |
| 1996 | Team Kunimitsu Honda  | 75 | Keiichi Tsuchiya Akira Iida       | Honda 3.0L V6                      | Y     | GT2    | 305    | 16º     | 3º                   |